# Herr Lehmann
Herr Lehmann est un film allemand réalisé par Leander Haußmann, sorti en 2003, d'après le premier roman éponyme de Sven Regener.
Il met en scène, sur le ton de la comédie, un barman alcoolique trentenaire dans le quartier de Kreuzberg, un quartier berlinois, peu avant la chute du Mur de Berlin.

## Synopsis
Dans le Kreuzberg à Berlin-Ouest, Frank Lehmann est pris dans la routine à l'aube des 30 ans, entre son travail de barman et la tournée des autres bars avec ses amis, qui le surnomment « Herr Lehmann » (« Monsieur Lehmann »), dont le dévoué Karl, sculpteur contemporain. Au restaurant qu'il fréquente habituellement, Frank tombe amoureux de la cuisinière Katrin, avec qui les relations seront au prime abord difficiles. Frank doit alors faire face à de nouvelles responsabilités qu'il a jusqu'alors fuies, comme gérer sa relation amoureuse, justifier de ses choix de vie devant ses parents venus lui rendre visite -choix qu'il cache, se faisant passer pour le gérant d'un restaurant gastronomique- ou soutenir son ami Karl en pleine dépression après l'annulation de l'exposition qu'il devait présenter. Se sentant abandonné, Herr Lehmann fête seul son trentième anniversaire dans les bars de la ville, la nuit du 9 novembre 1989, lorsqu'il apprend la chute du Mur : se rendant sur place, il reprend goût à la vie.

## Fiche technique
- Titre : Herr Lehmann
- Titre international : Berlin Blues[1]
- Réalisation : Leander Haußmann
- Scénario : Sven Regener, d'après son roman Herr Lehmann
- Production : Claus Boje pour Boje Buck Produktion
- Budget : 6 000 000 euros
- Photographie : Frank Griebe
- Son : Wolfgang Schukrafft
- Montage : Peter R. Adam
- Maquillage : Heike Merker, Jekaterina Oertel
- Décors : Thomas Stammer
- Costumes : Nina von Mechow
- Pays d'origine : Allemagne
- Format : Couleurs - 2,35:1 - Dolby Digital - 35 mm
- Durée : 105 minutes
- Dates de sortie : 2 octobre 2003

## Distribution
- Christian Ulmen : Herr Lehmann
- Detlev Buck : Karl
- Katja Danowski : Katrin
- Janek Rieke : Kristall-Rainer

## Lieux de tournage
L'histoire du film se déroule dans des endroits renommés du Kreuzberg. Des scènes furent tournées au « Prinzenbad », aux alentours de la station de métro Prinzenstraße, dans le célèbre bar « Zum Elefanten » sur la Heinrichplatz, au snack-bar de kebabs « Mısır Çarşısı » sur la Skalitzer Straße à Kottbusser Tor, au « Madonna » sur la Wiener Straße et dans les environs de la Oranienstraße. Les scènes du « Markthallenkneipe », le bar d'Erwin, furent tournées en studio à Cologne. D'autres scènes, coupées au montage, furent tournées sur le Kurfürstendamm et à la station de métro Wittenbergplatz.

## Musique
Aucune musique originale n'a été composée pour le film. La bande sonore emprunte des morceaux à des groupes de rock célèbres des années 1990 et 2000 comme The Eels, Cake ou Element of Crime.

## Récompenses
Aux 54e prix du film allemand de 2004, le film obtient deux « Lolas » d'or pour le second rôle de Karl, interprété par Detlev Buck, et pour le meilleur scénario.

## Source
- (de) Cet article est partiellement ou en totalité issu de l’article de Wikipédia en allemand intitulé « Herr Lehmann (Film) » (voir la liste des auteurs).